# Revuen
Revuen var en Illustrerad Familjetidning utgiven i Stockholm från 12 november 1892 till 15 januari 1905.

## Redaktion
Utgivningsbevis för tidningen utfärdades för Hedvig Johanna Johanson  den 4 november 1892, sedan för boktryckaren Per Wilhelm Holm den 2 september 1893 2/9 och Amanda Mariana Hellgren ¨den 31 mars 1894. I tidningen uppgavs att först  H. Johansson var redaktör till och med nummer 43 1893. Från nummer 43 1893  samt därefter uppges Florentin Peterson vara tidningens redaktör.
Tidningen kallade sig själv för illustrerad familjetidning och innehöll mestadels romaner och berättelser i avsnitt, förströelseläsning och inga nyhetsartiklar.

## Tryckning
Tidningen trycktes hos F. Mällborns konkursmassa till och med 1 april 1893 sedan hos J. W. Holm från 8 april 1893 till nummer 56:1993. Därefter tog Gullberg & Hallberg över tryckningen från nummer 57 1893 till nummer 89: 1994 varefter U. Fredriksson tryckte nummer 90-148:1894 och 1895:1-79. Hammar & C:o tryckte nummer 1895: 80-87 varefter Gullberg & Hallberg tryckte 1895: 88-106 Tidningen trycktes med antikva med titelvinjett och träsnitt.
Tidningen gavs ut på lördagar till och med 1893 därefter två dagar i veckan tisdagar och fredagar. Tidningen hade 4 sidor i folioformat med 4 spalter satsbredd 43 x 30 cm.
Tidningen är idag helt digitaliserad och kan läsas på Kungliga Biblioteket, Svenska tidningar.